# Canivetie
Les canivettistes, qui pratiquent la canivetie sont les collectionneurs d'images pieuses et, par extension, des objets de piété populaire (reliques, scapulaires, rosaires, chapelets...). Ces images étaient distribuées principalement lors des communions chrétiennes.
La canivetie tire son nom des images pieuses dont les bords sont décorés de perforations appelées abusivement canivets, le canivet relevant de l'art du papier découpé. Il trouve ses racines en France vers le XIIIe siècle.
Indépendamment de leur sujet qui fut l'expression d'une foi, on peut en apprécier la délicatesse et la richesse ornementale. La bibliothèque du Saulchoir à Paris, rue de la Glacière, en a recueilli un certain nombre qui firent l'objet d'une exposition à Paris, en 1984 au Musée-Galerie de la Seita, Un Siècle d’images de piété, 1814-1914.